# Лагуна (Санта-Катарина)
Лагуна (порт. Laguna) — муниципалитет в Бразилии, входит в штат Санта-Катарина. Составная часть мезорегиона Юг штата Санта-Катарина. Находится в составе крупной городской агломерации Агломерация Тубаран. Входит в экономико-статистический микрорегион Тубаран. Население составляет 45 814 человек на 2024 год. Занимает площадь 440,71 км². Плотность населения — 104 чел./км².

## История
Город был основан в 1714 году.
На территории города 24 июля 1839 года была образована Республика Жулиана, когда восставшие, при поддержке Джузеппе Гарибальди, захватили Лагуна и переименовали его в Жулиану. Однако взять столицу провинции, город Дештерру (ныне Флорианополис), повстанцам не удалось, так как их флот был разгромлен имперским флотом на реке Массиамбу.
Новая республика не просуществовала и четырёх месяцев: уже в ноябре имперским войскам удалось вернуть Лагуну под свой контроль и вытеснить повстанцев с территории Санта-Катарины. До сих пор Республика Жулиана оказывает серьёзное влияние на Лагуну, опять же зелёно-бело-жёлтый флаг города. Также республикой были вдохновлены многие сепаратистские движения в регионе. Например, в
Лагуне 18 июля 1992 года было создано сепаратистское движение O Sul é o Meu País («Юг — моя страна»), стремящееся через демократические процедуры и плебисцит к отделению Южного региона Бразилии (с целью сформировать новую страну). Это движение ссылается как на Республику Жулиана, так и на Республику Риу-Гранди. Существует также ещё одно движение: «Движение за независимость Пампы», образованное в 1990 году, которое направлено на отделение от Бразилии.

## Статистика
- Валовой внутренний продукт на 2003 составляет 158.696.601,00 реалов (данные: Бразильский институт географии и статистики).
- Валовой внутренний продукт на душу населения на 2003 составляет 3.261,94 реалов (данные: Бразильский институт географии и статистики).
- Индекс развития человеческого потенциала на 2000 составляет 0,793 (данные: Программа развития ООН).

## География
Климат местности: субтропический. В соответствии с классификацией Кёппена, климат относится к категории Cfa.

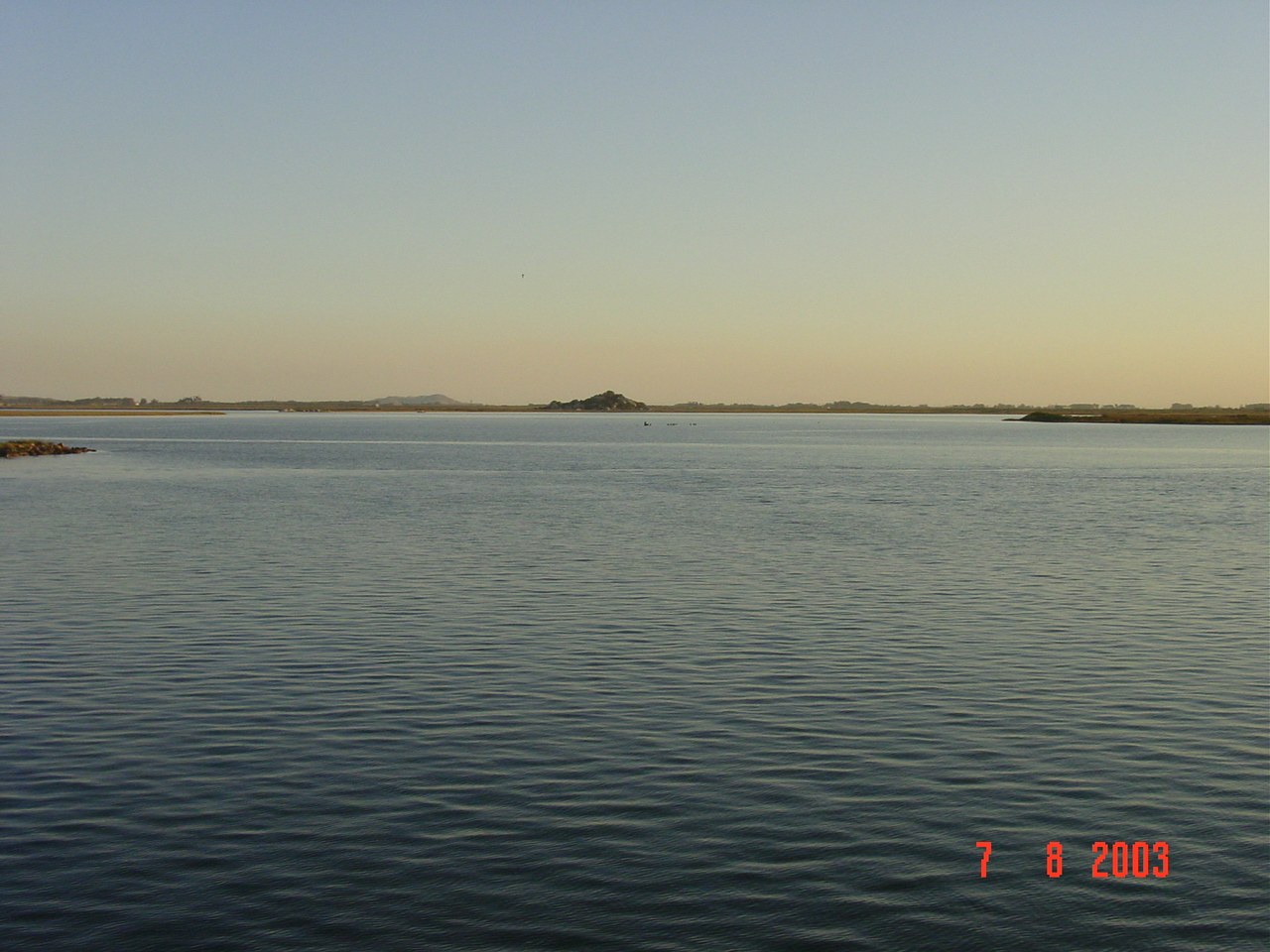